# Sjöbefäl

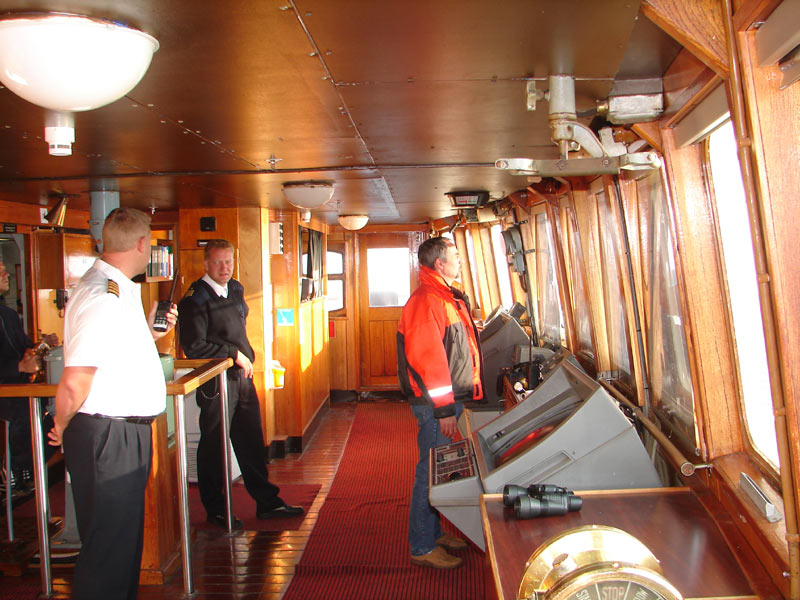
Kommandobryggan på passagerarfartyget Kristina Regina.

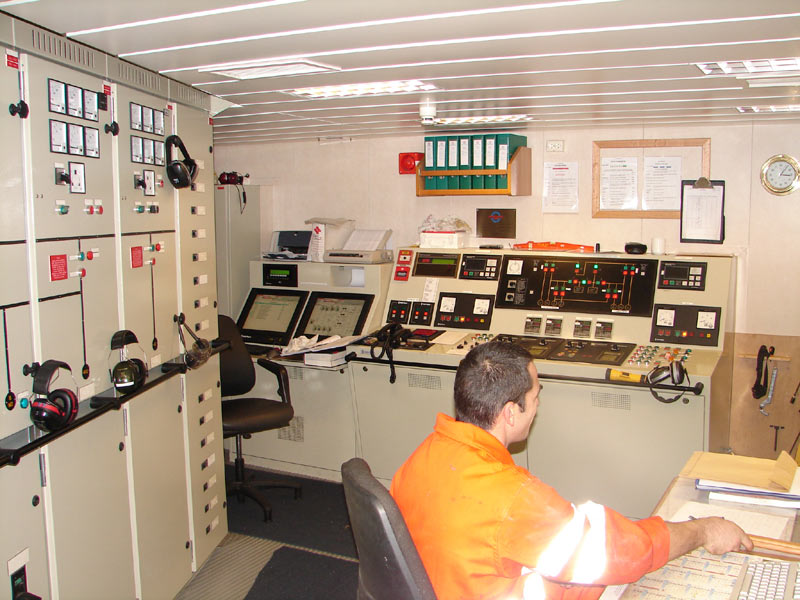
Maskinkontrollrummet på franska servicefartyget Argonaute.

Ett sjöbefäl är en person som arbetar i en befälsbefattning ombord på ett handelsfartyg. På svenskflaggade fartyg delas sjöbefälen in i tre kategorier utifrån sina avdelningar ombord. Nautiska befäl har sitt säte på kommandobryggan och tillhör däcksavdelningen. Tekniska befäl tillhör maskinavdelningen och intendenturbefälen intendenturen.

## Befälskategorier

### Nautiska befäl
I Sverige finns följande befattningar:
- Befälhavare, Skeppare, Kapten
- Överstyrman
- Andre styrman

### Tekniska befäl
I Sverige finns följande befattningar:
- Teknisk chef, maskinchef eller chief
- Förste Fartygsingenjör, Förste maskinist
- Andre Fartygsingenjör, Andre maskinist
- Elingenjör

### Intendenturbefäl
- Purser
- Intendent

## Utbildning
I Sverige utbildas sjöbefäl i dag vid Chalmers i Göteborg och Sjöfartshögskolan i Kalmar, i Finland på svenska vid Yrkeshögskolan Novia samt Högskolan på Åland.

## Fackförbund
I Sverige organiseras sjöbefäl främst av Sjöbefälsföreningen, ett fackförbund inom SACO.